# Scytodes aruensis
Scytodes aruensis là một loài nhện trong họ Scytodidae.
Loài này thuộc chi Scytodes. Scytodes aruensis được Embrik Strand miêu tả năm 1911.